# Masako Sen
Masako Sen (em japonês: 千 容子; nascida princesa Masako de Mikasa; Tóquio, 23 de outubro de 1951) é a quarta criança e segunda filha do Takahito, Príncipe Mikasa e de Yuriko, Princesa Mikasa. Casou-se com Soshitsu Sen em 14 de outubro de 1983. Como resultado, renunciou ao seu título imperial e deixou a família imperial japonesa, conforme exigido por lei.

## Educação
Estudou na Gakushuin Elementary School e depois no Colégio Feminino de Gakushuin. Foi para o Departamento de Língua e Literatura Japonesa, Faculdade de Letras e Universidade de Gakushuin. Depois de completar três anos, estudou em um colégio interno na Suíça e mudou-se para Paris para estudar na Universidade de Sorbonne.

## Casamento e família
Casou-se com o Sr. Soshitsu Sen (1956), em 14 de Outubro de 1983. Após seu casamento, a princesa Masako deixou a Família Imperial e tomou o sobrenome de seu marido. Soshitsu Sen é o filho mais velho de Soshitsu Sen XV, e atualmente o décima sexto grande mestre hereditário (Iemoto) do Urasenke, Escola de Cerimónia de Chá japonesa.
1. Akifumi Kikuchi (nascido em 10 de novembro de 1984, falecido em 20 de agosto de 2024[1])
2. Makiko Sakata (nascido em 11 de Julho de 1987)
3. Takafumi Sen (nascido em 6 julho 1990)

## Títulos e estilos
- 23 de outubro de 1951 — 14 de outubro de 1983 : Sua Alteza Imperial a princesa Masako de Mikasa
- 14 de outubro de 1983 — presente : Sra. Soshitsu Sen

## Honras

### Honras nacionais
- Grande Cordão da Ordem da Coroa Preciosa